# Evelyn Marsden
Evelyn Marsden (após seu casamento Evelyn James) (15 de outubro de 1883 – 30 de agosto de 1938) era a única mulher australiana sobrevivente do naufrágio do RMS Titanic e resgatada pelo bote salva-vidas 16.
Era filha do ferroviário Walter Henry Marsden (Hoyleton) e Annie Bradshaw. Seu local de nascimento em Stockyard Creek está a 80 quilômetros ao norte de Adelaide e agora está em ruínas.

## Sobrevivente doTitanic
Evelyn, que previamente tinha trabalhado no navio RMS Olympic, foi designada para o RMS Titanic em 6 de abril de 1912, e deu seu endereço como 7 West Marlands Terrace, Southampton. Ela tinha 28 anos de idade e era solteira e como camareira recebia mensalmente £3 e 10s. Ela também ajudava como enfermeira os passageiros da Primeira Classe. 
Há menção de Evelyn em uma carta de Mary Sloan para sua irmã em 27 de abril de 1912, afirmando que ambos foram levados para o quarto do Dr. Simpson para tomarem um pouco de uísque e água durante o desastre. O Dr. Simpson então se afastou e nunca mais as viu. Evelyn e Mary escaparam no Bote 16 que foi baixado às 1:35 do lado de estibordo pelo Sexto Oficial  Moody. Este bote continha por volta de 40 pessoas com nenhum incidente relatado durante seu carregamento. Passaram a noite neste bote até que o RMS Carpathia os pegou por volta de 7:00 h. George Robinson, o tio de Evelyn Marsden também foi observado como estando a bordo do Titanic.